# Kryštof Harant z Polžic a Bezdružic
Kryštof Harant z Polžic a Bezdružic (1564 Klenová – 21. června 1621 Praha) byl český šlechtic z rodu Harantů z Polžic a Bezdružic, spisovatel, válečník, diplomat, cestovatel a hudebník. V roce 1598 podnikl cestu do Svaté země a Egypta a popsal ji v cestopisu (1608). Za svou účast v českém stavovském povstání byl v roce 1621 katem Janem Mydlářem sťat na Staroměstském náměstí v Praze.

## Životopis

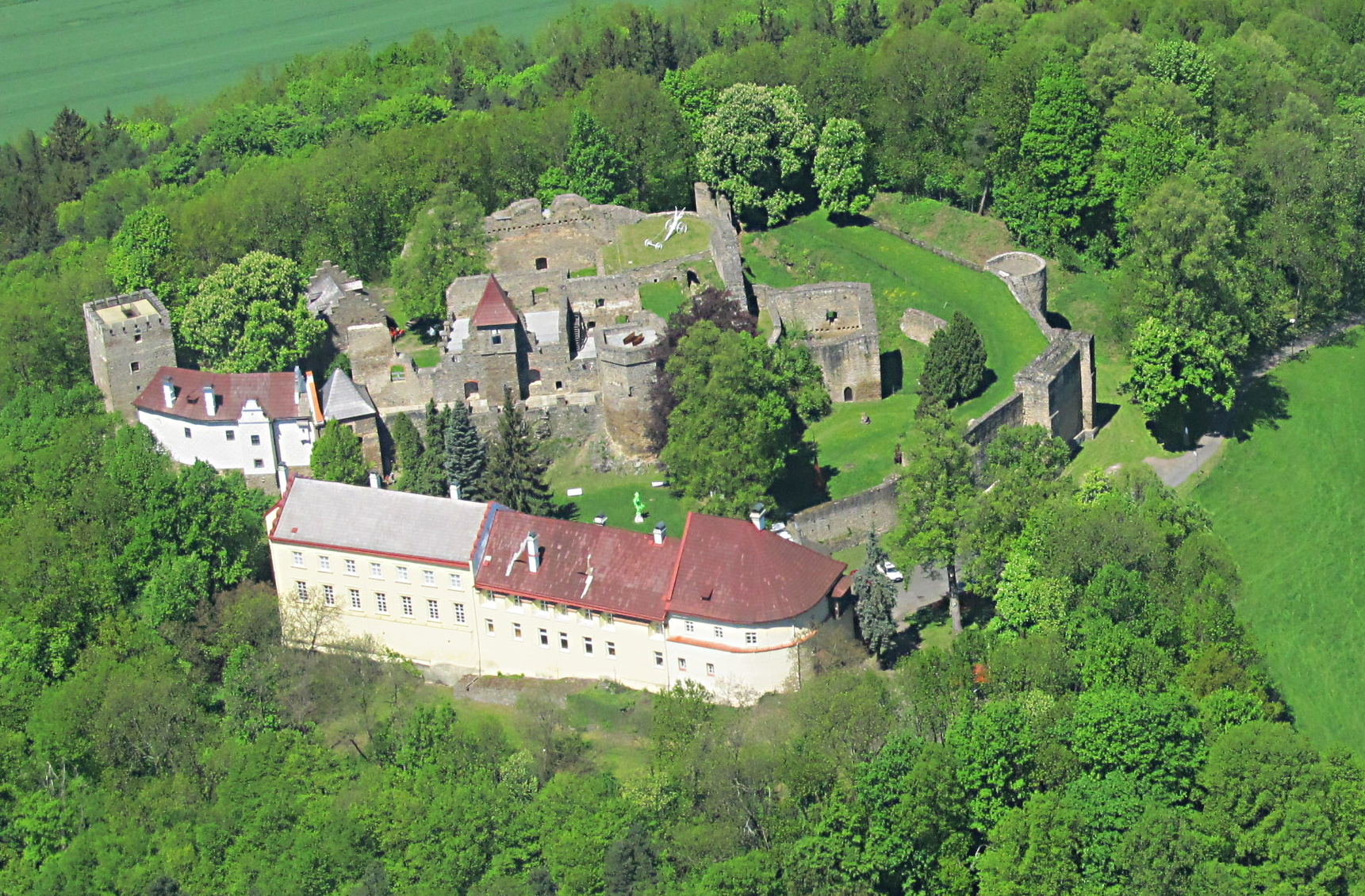
Hrad Klenová, kde se Kryštof Harant s největší pravděpodobností narodil.

Narodil se jako syn Jiřího Haranta z Polžic a Bezdružic († 1584) a jeho čtvrté manželky Marie Anny Janovské z Janovic († 1587). Mládí a studia strávil v severním Tyrolsku. V letech 1576–1584 působil jako dvořan arcivévody Ferdinanda II. Tyrolského (1539–1595) na zámku Ambras u Innsbrucku. Kryštof Harant byl očividně nadaný a pilný student, jelikož se dokázal naučit sedm jazyků, ale také zeměpis, historii a dostal vzdělání v hudbě a výtvarných uměních. Roku 1584 se vrátil do Čech, kde se neúspěšně ucházel o místo na dvoře císaře Rudolfa II.

### Cesta do Středomoří
V letech 1593–1598 Kryštof Harant působil v armádě, s níž se účastnil dlouhé turecké války proti Osmanské říši. Ani manželské štěstí s Evou Černínovou však netrvalo dlouho, neboť ta roku 1597 zemřela. Dvě děti dal na výchovu své švagrové Lidmile Markvartové z Hrádku, rozené Černínové z Chudenic, a následujícího roku odcestoval se švagrem Heřmanem Černínem z Chudenic na cestu do Středomoří, Palestiny a Egypta. Během této cesty navštívili Benátky, kde si nechal i se svým o 12 let mladším přítelem ušít poutnické roucho, následně se vydali lodí do Svaté země, kde chtěli navštívit Boží hrob. Zde také oba přijali titul rytíře Božího hrobu. V roce 1598 se plavili proti proudu Nilu v Egyptě do města Káhira a následně ještě níže, kde byli přepadeni Araby. Cestou zpět do Benátek dvakrát onemocněl. Zážitky z této cesty jej přiměly k sepsání cestopisu, který byl zveřejněn v roce 1608. Jeho synovec, Kryštof Vilém Harant z Polžic a Bezdružic, jej roku 1678 nechal v Norimberku vydat tiskem (v německém překladu Jana Jiřího Staršího) pod názvem Der Christliche Ulysses (Křesťanská odyssea).

### Ve službách císaře

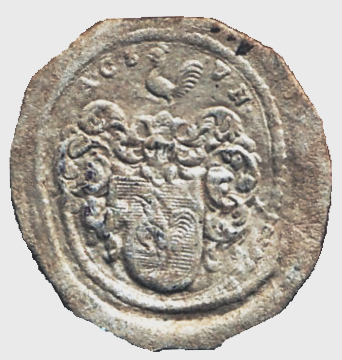
Osobní pečeť z roku 1610

Po návratu z cest vstoupil roku 1599[zdroj?] nebo 1600 do služeb u dvora Rudolfa II., byl jmenován nejvyšším stříbrníkem, jehož povinností byla péče o stříbrné stolní nádobí. Nebo byl v této době nejvyšším stolníkem. V roce 1603 byl povýšen do panského stavu. V roce 1599 zemřely obě jeho děti. Při stolování údajně zachránil život císaři, který se dávil jídlem, když mu uštědřil ránu do zad. V roce 1601 byl Kryštof jmenován dvorním radou a císařovým komorníkem.[zdroj?] Od roku 1605 zastával úřad královského hejtmana Nového Města pražského a v roce 1607 byl jmenován císařským radou. Na jeho dvoře zažil nejlepší léta svého života a tam také dopsal svůj cestopis, který ilustroval vlastními kresbami. Kniha vyšla v roce 1608, ilustrována dřevoryty Jana Willenberga. Po smrti Rudolfa II. byl Kryštof náhle propuštěn ze služeb u císařského dvora nebo zůstal u dvora Matyáše do roku 1612, kdy se císař rozhodl přesídlit do Vídně.[zdroj?] Poté odešel do ústraní na svůj hrad Pecku, kde se několik let věnoval hudbě. V té době se stal uznávaným skladatelem a vznikla jeho nejlepší hudební díla.

### Cesta do Španělska a konverze k evangelické víře
Pravděpodobně mezi lety 1615–1618 (asi počátkem 1618) se Kryštof Harant rozhodl konvertovat k evangelictví. Přesné datum a důvody jeho konverze nejsou známy. Téměř určitě byl katolíkem ještě v roce 1614, protože tento rok odcestoval na přání císaře Matyáše jako diplomat ke španělskému královskému dvoru, což by nebyl úkol vhodný pro protestanta. Spolu s Desieriem Pruskovským z Pruskova odevzdal v Madridu španělskému králi Filipovi III. Řád zlatého rouna z pozůstalosti Rudolfa II. Navštívil také hrob svatého Jakuba v Santiagu de Compostela. Je možné, že jeho rozhodnutí změnit víru ovlivnili evangeličtí šlechtici žijící na sousedních panstvích. Svou roli sehrál zřejmě i dlouhodobý a intenzivní Kryštofův zájem o náboženská témata a tedy i pravděpodobná schopnost o konfesijních záležitostech přemýšlet a následně provést i takto radikální čin.

### České stavovské povstání
V roce 1618 se vrátil do Prahy, kde se aktivně zúčastnil povstání českých stavů. Roku 1619 se stal vojenským komisařem jednotek v Mladé Boleslavi, Kouřimi a Hradci Králové a působil jako velitel dělostřelectva Thurnovy armády. Bylo mu svěřeno velení nad patnáctitisícovou armádou a úkol vést tažení proti Vídni, jejíž obléhání však nebylo úspěšné. Podařilo se mu nicméně s deseti děly ostřelovat samotný císařský palác. Poté, co se českým králem nakrátko stal Fridrich Falcký, zastával Kryštof Harant funkci tajného rady a prezidenta české komory. Tyto úřady však nezastával dlouho, jelikož roku 1620 celé české stavovské povstání skončilo prohrou na Bílé hoře, zimní král byl svržen a Kryštof byl nucen odstoupit z politického života. Přestože měl čas i příležitost ze země uprchnout, setrvával na Pecce. Za svoji aktivní účast při povstání byl Harant v březnu 1621 zadržen na hradě Pecka Valdštejnovým oddílem a vydán do rukou císařových stoupenců do Prahy, kde byl uvězněn a následně odsouzen k trestu smrti.

### Poprava na Staroměstském náměstí

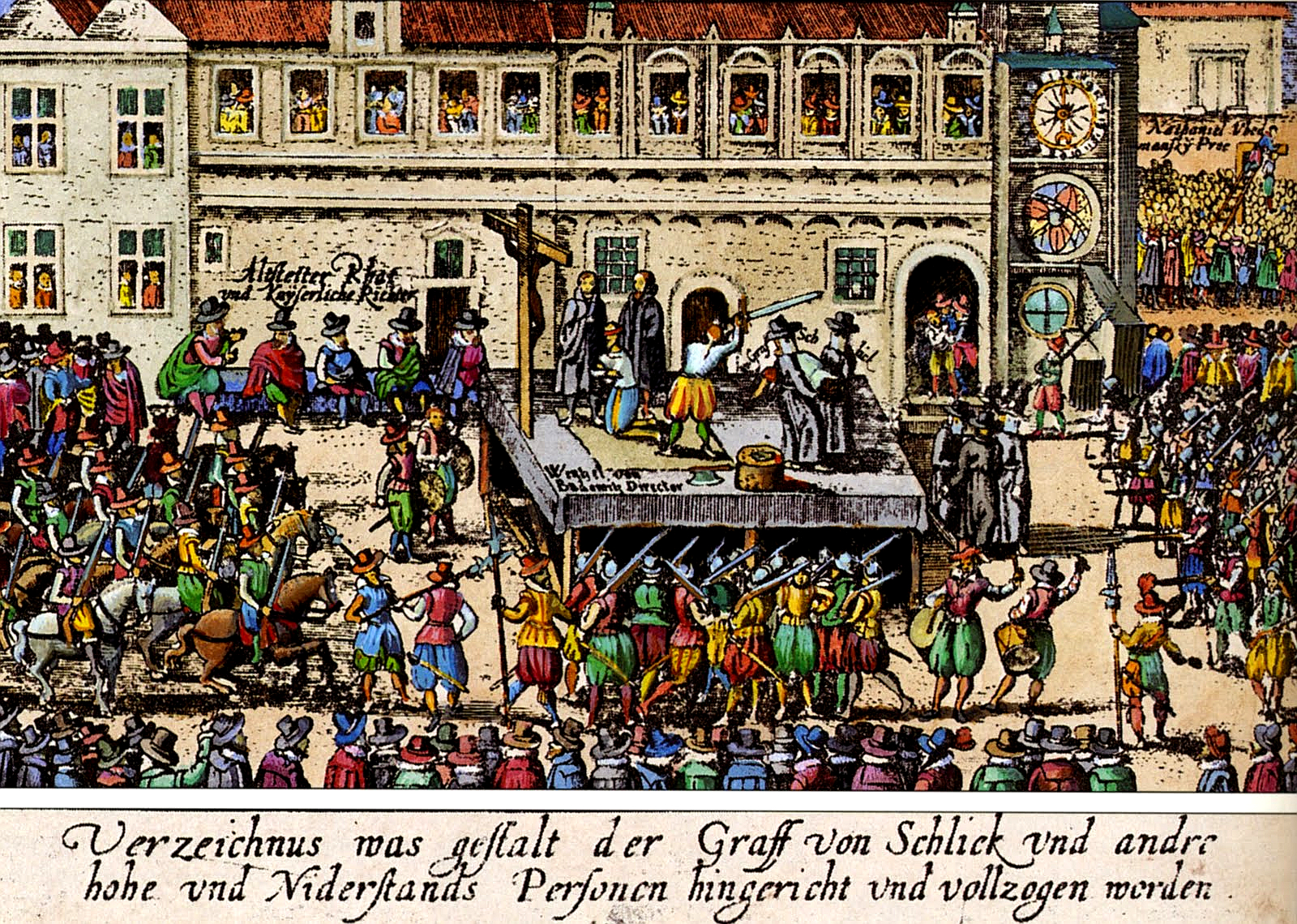
Dobová ilustrace Staroměstské exekuce

Byl odsouzen k trestu smrti, přičemž přitěžující okolností mohla být jeho konverze k protestantství, tradičně se také uvádí jeho podíl na ostřelování Vídně. Byl popraven na Staroměstském náměstí jako třetí v pořadí po Jáchymu Ondřeji Šlikovi a Václavu Budovcovi z Budova a jako poslední ze tří příslušníků panského stavu. Byl, podobně jako ostatní příslušníci české šlechty, sťat. V roce 1621 mu bylo 57 let. Oproti dalším pánům bylo jeho manželce umožněno jeho tělo v tichosti pochovat. Tělo bylo později převezeno na Pecku u Jičína, kde je pochováno ve farním kostele.
| „                                                | Nechť v tom pana děda, kterýž přes 40 let domu rakouskému sloužil, i mne, ješto sem od mladosti též císařům platné služby prokazoval, sobě za příklad vezmou, co sme sobě na domu rakouském vysloužili... | “ |
| — Kryštof Harant údajně před popravou svým synům | |   |

## Majetek

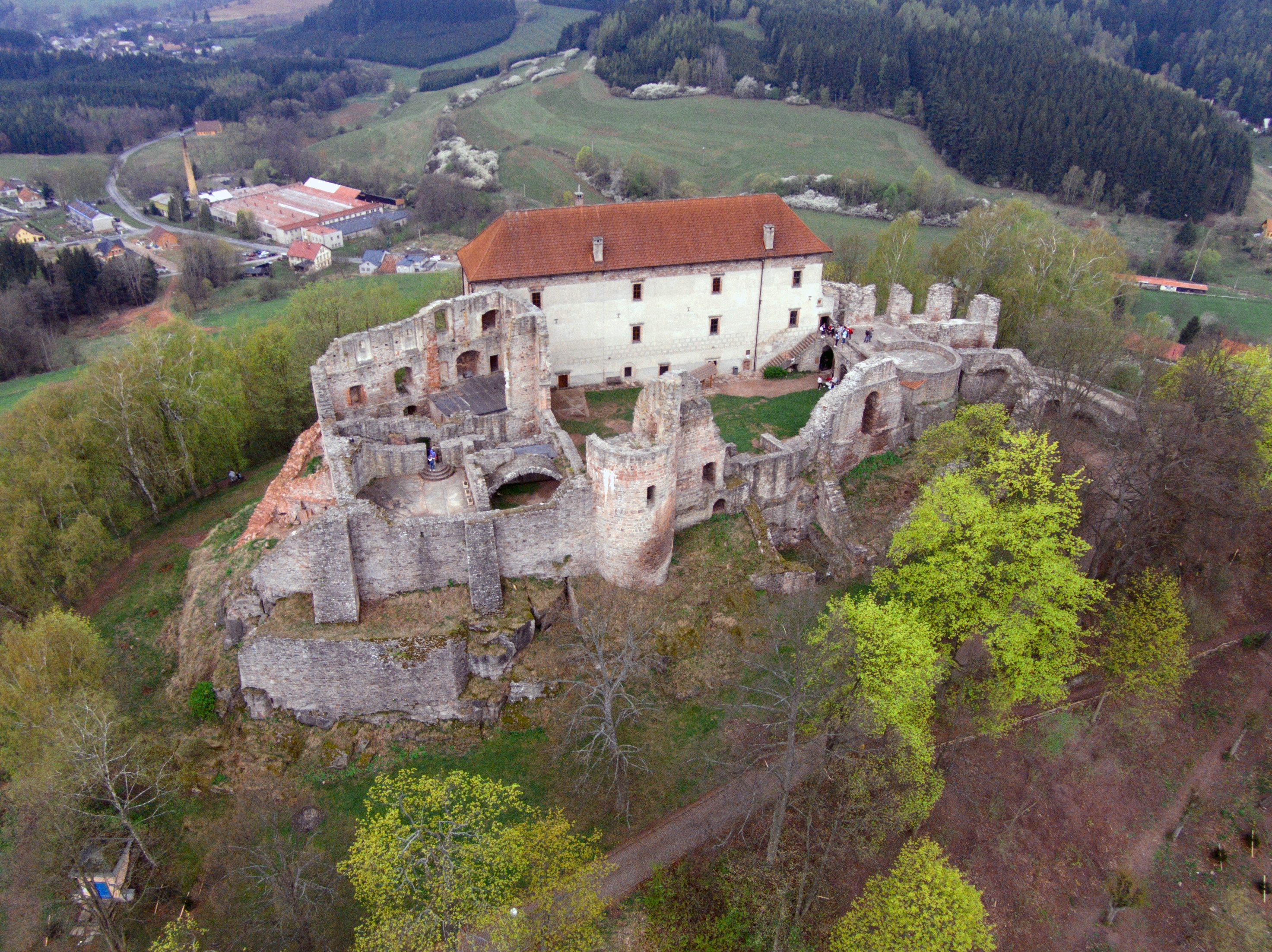
Hrad Pecka, kde Kryštof Harant psal i skládal.

Po otci zdědil ideální polovinu hradu Klenová, zatímco druhou půlku získal jeho bratr Adam. Na Malé Straně v Praze vlastnil výstavní dům. Z druhého manželství vyženil panství Pecka. Barbora Miřkovská ze Stropčic zdědila půlku hradu Pecka po svém prvním manželovi Karlu Škopkovi z Bílých Otradovic, druhou půlku držel její švagr Adam Škopek do roku 1612, kdy ji koupila třetí Harantova manželka Anna Salomena. Tak byly oba díly hradu v rodině Harantů zase sjednoceny. Kryštof prováděl na hradě úpravy, dokončil tzv. Harantovský palác, který byl vyzdoben psaníčkovým sgrafitem. Na hradě měl také knihovnu s knihami v češtině, němčině a latině.

## Rodina
Kryštof Harant byl třikrát ženatý. První manželkou byla Kateřina Eva Černínová z Chudenic († začátkem roku 1597), dcera Jana staršího Černína z Chudenic na Nedrahovicích a Marie Anny z Říčan na Kosově Hoře. Zasnoubili se v roce 1585, sňatek proběhl až roku 1588 nebo 1589. Usadili se v Touškově u Stříbra.
Z prvního manželství vzešly tyto děti:
- Ludmila Kateřina (1590 - 1599)
- Vilém Humprecht (1593 - 1599)

Harantovy děti zemřely na podzim 1599 pouhých šest dní po sobě.
Druhou manželkou byla bohatá vdova po rytíři Karlu Škopkovi z Bílých Otradovic Barbora, rozená Miřkovská ze Stropčic na Pecce († 10. července 1607). Svatba se konala 12. května 1603. Sňatkem získal polovinu východočeského panství Pecka, po Barbořině smrti zdědil i druhou polovinu. Z tohoto manželství vzešly následující potomci:
- Rosina Alžběta (26. září 1604 - ?), provdaná roku 1621 za svobodného pána z Puchheimu
- potomek (*/† 10. července 1607, zemřel při porodu spolu s matkou)

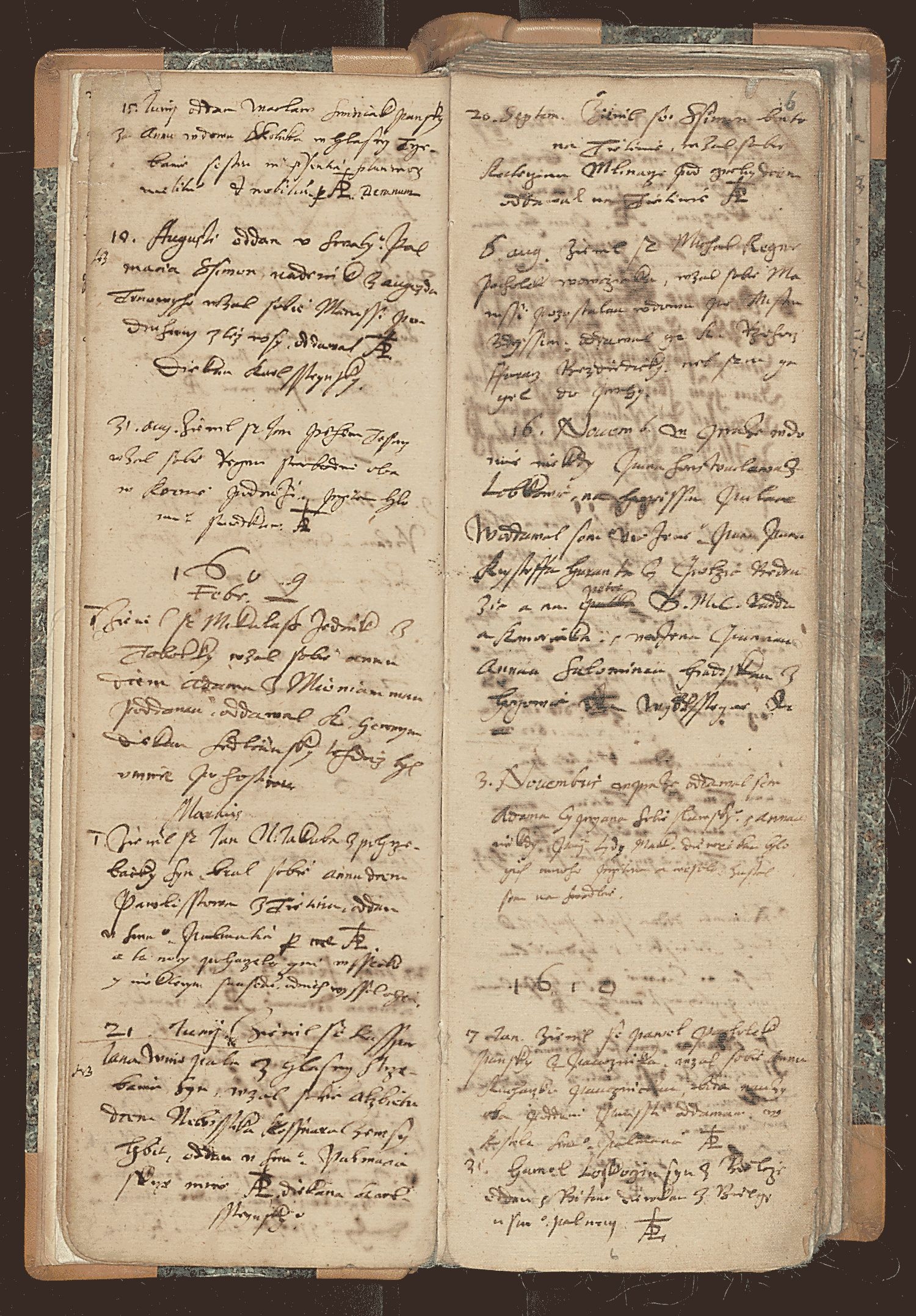
Matriční záznam o třetím sňatku Kryštofa Haranta z Polžic a Bezdružic a Anny Salomeny Hradišťské z Hořovic dne 16. listopadu 1609 v Praze.

Kryštof Harant se potřetí oženil 16. listopadu 1609 s Annou Saloménou Hradišťskou z Hořovic († říjen 1632), bohatou dcerou zesnulého rytíře Jana Hradišťského z Hořovic na Vildštejně a Anny Pauzarové z Michnic. Veselka se konala v malostranském domě Jana Václava z Lobkowicz. Byla sice bohatá, ale na druhou stranu také panovačná, citově přelétavá a náladová.
Z jeho třetího manželství vzešly tyto děti:
- Jan Vilém (září/říjen 1610 - 1644)
- Leopold Jiří (mezi 1611 a 1614 - 1652)
- Václav Rudolf (duben 1616 - 1664)
- Sybilla (1620 - 1625 nebo 1626[19])

Vdova po Kryštofu Harantu Anna Saloména se po popravě svého muže vrátila ke katolické víře a syny dala na výchovu k jezuitům. V roce 1625 se provdala za Heřmana Černína z Chudenic, nejvyššího komořího, nejvyššího sudího a hofmistra českých zemí, někdejšího společníka Kryštofa Haranta na jeho cestě do Svaté země. Zemřela v roce 1632.
Syn Jan Vilém byl podplukovníkem v císařském vojsku a později zakoupil od rodu Křineckých z Ronova jilemnický velkostatek. Leopold Jiří byl plukovníkem císařského vojska (zastřelen v roce 1652) a u dvora měl úřad nejvyššího stolníka (truchsesa). Václav Rudolf vstoupil k augustiniánům a zemřel jako převor u sv. Václava na Novém městě pražském. Sybilla zemřela nejdříve po 9. srpnu 1625, kdy Anna Saloména postoupila veškerý svůj movitý i nemovitý majetek svému druhému manželovi, také ovdovělému Heřmanu Černínovi pod podmínkou, že "by jejím dětem z prvního manželství Harantům Janu Vilémovi, Leopoldu Jiříkovi, Václavu Rudolfovi a Sybille vyplatil na rovné díly (po 25 000 kop grošů) 100 000 kop grošů míšenských, které na statku Pecce pojištěny byly".

## Dílo

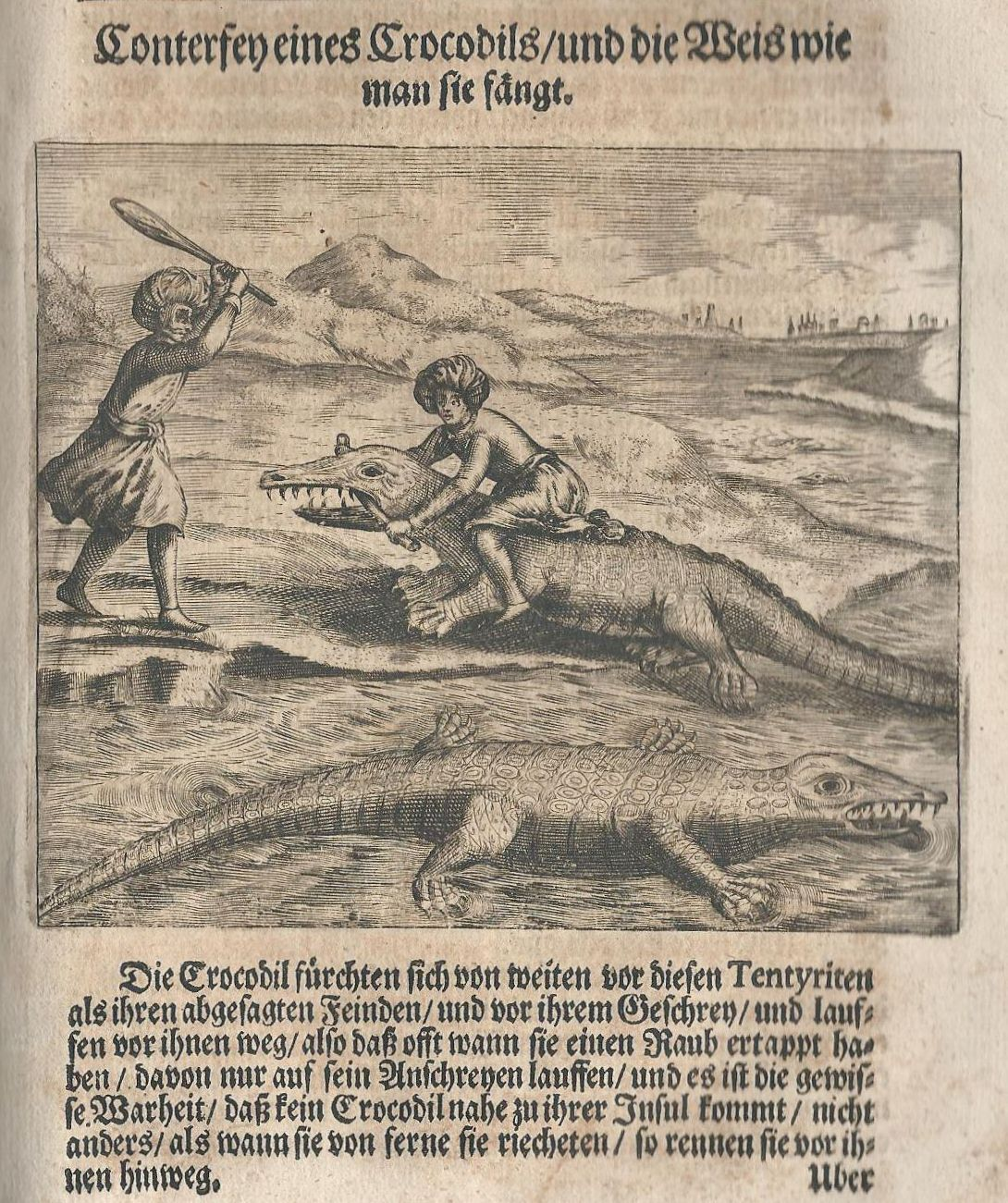
Obraz krokodýla / a způsob, jakým se loví. (In: Der Christliche Ulysses, 1678)

### Hudba

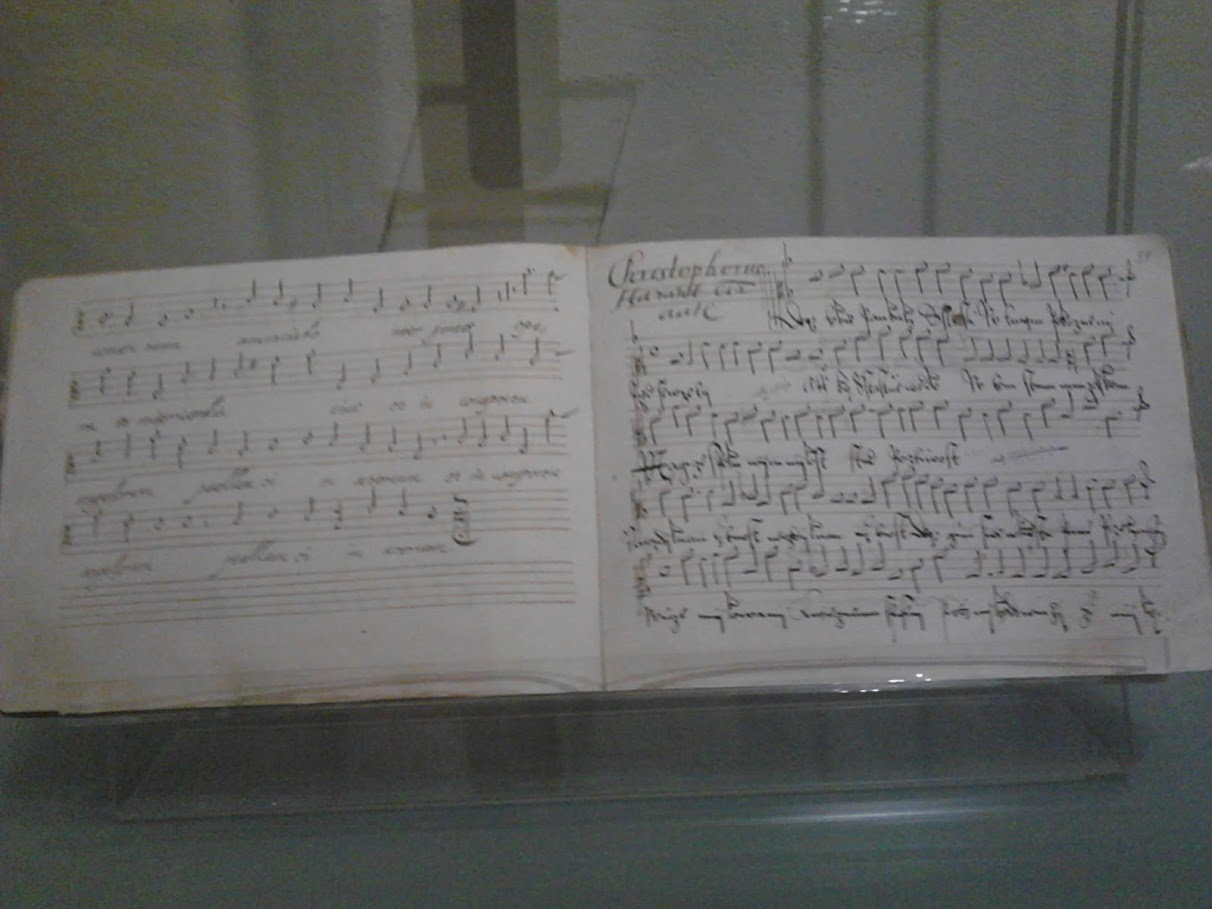
Faksimile partitury vícehlasé písně Dejž tobě Pán Bůh štěstí

Hudba Kryštofa Haranta je poměrně konzervativní, komponovaná ve stylu nizozemských skladatelů předchozí generace. Ve svých mešních skladbách užíval již tehdy spíše archaických technik, např. cantus firmus. Pouze sedm z jeho skladeb se dochovalo dodnes (vesměs duchovní vokální kompozice), ostatní se ztratily zřejmě při konfiskaci jeho majetku. Jedna z jeho cantofirmálních mší je založena na Marenziově madrigalu (Missa quinis vocibus super Dolorosi martir). Jedná se o humornou hudební skladbu kombinující tehdy více než sto let staré techniky s hudbou nejoblíbenějších a nejprogresivnějších italských skladatelů své doby.
Kryštof Harant byl, kromě kompoziční činnosti, ve své době znám také jako vynikající hudebník a zpěvák. Ironií osudu bylo, že jedna z jeho katolických mší se konala při slavnosti v jednom z pražských katolických kostelů v roce 1620, tedy několik měsíců před jeho popravou.
(Pouze dochované skladby)
- Missa quinis vocibus super Dolorosi martir – pětihlasá parodická mše, jejíž hudební předlohou byl ve své době populární madrigal Lucy Marenzia: Dolorosi martir, Fieri tormenti
- Maria kron, die Engel schon – pětihlasé moteto na německý text otištěné roku 1604 ve sbírce Rosetum Marianum
- Qui confidunt in Domino – šestihlasé moteto na text 125. žalmu složené roku 1598 při cestě do Palestiny a otištěné jako příloha výše uvedeného popisu cesty (Putování)
- Crucifixus trium vocum

## Vývod předků
Vývod předků zpracoval T. Kordač.
|  |                                                  |  |  |  |  |  |  |  |  |  |  |  |  |
|  | Jiří Harant z Polžic a Bezdružic asi 1470–1526   |  |  |  |  |  |  |  |  |  |  |  |  |
|  |                                                  |  |  |  |  |  |  |  |  |  |  |  |  |
|  |                                                  |  |  |  |  |  |  |  |  |  |  |  |  |
|  | Jindřich Harant z Polžic a Bezdružic † 1534      |  |  |  |  |  |  |  |  |  |  |  |  |
|  |                                                  |  |  |  |  |  |  |  |  |  |  |  |  |
|  |                                                  |  |  |  |  |  |  |  |  |  |  |  |  |
|  | Magdaléna Přečková z Vlčína asi 1478 – ?         |  |  |  |  |  |  |  |  |  |  |  |  |
|  |                                                  |  |  |  |  |  |  |  |  |  |  |  |  |
|  |                                                  |  |  |  |  |  |  |  |  |  |  |  |  |
|  | Jiří Harant z Polžic a Bezdružic asi 1528–1584   |  |  |  |  |  |  |  |  |  |  |  |  |
|  |                                                  |  |  |  |  |  |  |  |  |  |  |  |  |
|  |                                                  |  |  |  |  |  |  |  |  |  |  |  |  |
|  | Jan Jiří z Háje                                  |  |  |  |  |  |  |  |  |  |  |  |  |
|  |                                                  |  |  |  |  |  |  |  |  |  |  |  |  |
|  |                                                  |  |  |  |  |  |  |  |  |  |  |  |  |
|  | Brigita z Háje asi 1504–1542                     |  |  |  |  |  |  |  |  |  |  |  |  |
|  |                                                  |  |  |  |  |  |  |  |  |  |  |  |  |
|  |                                                  |  |  |  |  |  |  |  |  |  |  |  |  |
|  | Markéta ze Žampachu                              |  |  |  |  |  |  |  |  |  |  |  |  |
|  |                                                  |  |  |  |  |  |  |  |  |  |  |  |  |
|  |                                                  |  |  |  |  |  |  |  |  |  |  |  |  |
|  | Kryštof Harant z Polžic a Bezdružic 1564–1621    |  |  |  |  |  |  |  |  |  |  |  |  |
|  |                                                  |  |  |  |  |  |  |  |  |  |  |  |  |
|  |                                                  |  |  |  |  |  |  |  |  |  |  |  |  |
|  | Heřman Janovský z Janovic 1447–1536              |  |  |  |  |  |  |  |  |  |  |  |  |
|  |                                                  |  |  |  |  |  |  |  |  |  |  |  |  |
|  |                                                  |  |  |  |  |  |  |  |  |  |  |  |  |
|  | Jindřich Janovský z Janovic asi 1491 – po 1556   |  |  |  |  |  |  |  |  |  |  |  |  |
|  |                                                  |  |  |  |  |  |  |  |  |  |  |  |  |
|  |                                                  |  |  |  |  |  |  |  |  |  |  |  |  |
|  | Markéta Magdalena Chřinovská z Chřinova 1462 – ? |  |  |  |  |  |  |  |  |  |  |  |  |
|  |                                                  |  |  |  |  |  |  |  |  |  |  |  |  |
|  |                                                  |  |  |  |  |  |  |  |  |  |  |  |  |
|  | Marie Anna Janovská z Janovic asi 1540–1587      |  |  |  |  |  |  |  |  |  |  |  |  |
|  |                                                  |  |  |  |  |  |  |  |  |  |  |  |  |
|  |                                                  |  |  |  |  |  |  |  |  |  |  |  |  |
|  | Zikmund Vaněcký z Jemničky                       |  |  |  |  |  |  |  |  |  |  |  |  |
|  |                                                  |  |  |  |  |  |  |  |  |  |  |  |  |
|  |                                                  |  |  |  |  |  |  |  |  |  |  |  |  |
|  | Eva Vaněcká z Jemničky 1514 – ?                  |  |  |  |  |  |  |  |  |  |  |  |  |
|  |                                                  |  |  |  |  |  |  |  |  |  |  |  |  |
|  |                                                  |  |  |  |  |  |  |  |  |  |  |  |  |
|  | Markéta Ogislavická z Odolína                    |  |  |  |  |  |  |  |  |  |  |  |  |
|  |                                                  |  |  |  |  |  |  |  |  |  |  |  |  |
|  |                                                  |  |  |  |  |  |  |  |  |  |  |  |  |